# استانبول: شهر و خاطره‌ها
استانبول: شهر و خاطره‌ها (به ترکی استانبولی: Istanbul: hatiratlar ve Şehir) یک خودزندگی‌نامه اثر اورهان پاموک است که رگه‌هایی از مالیخولیا در آن دیده می‌شود. در این کتاب در مورد تغییرات فرهنگی گسترده در ترکیه سخن گفته می‌شود.
پاموک این کتاب را هنگامی نوشت که افسردگی نزدیک بود سراسر روح و جسم وی را فراگیرد. در یک مصاحبه پاموک بیان کرد: نمی‌خواهم چندان به جزئیاتی مانند طلاق، مرگ پدر، مشکلات و دشواری‌های کاری و از این قبیل مسایل بپردازم، همه چیز بد پیش می‌رفت. گمان می‌کنم اگر ضعیف می‌بودم افسردگی مرا فرامی‌گرفت. اما هر روز بیدار می‌شدم یک دوش خنک می‌گرفتم و به یادآوری و نوشتن مشغول می‌شدم و به زیبایی و ظرافت کتاب توجه می‌کردم.
خاطرات شخصی وی با اشاره‌هایی به دیگر نویسندگان استانبول در هم آمیخته شده‌است.یک فصل کامل از کتاب به آنتونی ایگناس ملینگ هنرمند قرن نوزدهم میلادی اختصاص یافته‌است که حکاکی و قلم زنی‌هایی در قسطنطنیه انجام داده بود.نویسندگان موردعلاقه پاموک که الهام بخش او بوده‌اند و چندی از شخصیت‌های کتاب او را تشکیل می‌دهند عبارت اند از:یحیی کمال بیاتلی ، رشات اکرم کوچو ، عبدالهاک شیناسی هیسار و احمد حمدی تن پینار
عکس‌های کتاب توسط عکاس ارمنی آرا گولر تهیه شده‌است. پاموک دلیل انتخاب او را وجود جو مالیخولیایی و اندوهناک در آثارش بیان کرد.